# Карачин
Карачин (укр. Карачин) — село в Вилокской поселковой общине Береговского района Закарпатской области Украины.
Население по переписи 2001 года составляло 400 человек. Почтовый индекс — 90320. Телефонный код — 03143. Занимает площадь 2,03 км². Код КОАТУУ — 2121283902.

## Известные жители и уроженцы
- Александр Стойка (1890—1943) — епископ мукачевский, русинский общественный деятель.